# Super 3
Super 3 ist ein Brettspiel des amerikanischen Spieleautors Alan M. Newman, das 1978 bei MB Spiele erschienen ist. Das Spiel baut auf dem klassischen Tic-Tac-Toe auf, bei dem ein Spieler drei Felder in einer Reihe bekommen muss, um das Spiel zu gewinnen; hier muss der Spieler allerdings jeweils mit drei Stiften in Reihe ein Feld gewinnen, um dann mit drei Feldern nebeneinander das Spiel zu gewinnen.

## Thema und Ausstattung
Super 3 ist ein Spiel, das auf dem klassischen Tic-Tac-Toe basiert. Die Spieler können durch Spielwürfel jeweils mit ihren Steckstiften jeweils Löcher besetzen, um einzelne Kästchen zu gewinnen, um dann mit drei Kästchen in einer Reihe oder fünf Kästchen insgesamt das Spiel zu gewinnen.
Das Spielmaterial besteht neben einer Spielanleitung im Schachteldeckel aus einem Spielbrett aus Kunststoff mit 9 Feldern, in dienen sich jeweils 9 Löcher befinden, einem roten und einem gelben Satz aus je 64 Steckstifte sowie zwei sechsseitigen Spielwürfeln.

## Spielweise
Zu Beginn des Spiels bekommt jeder Spieler jeweils einen Satz Kunststoffstifte, das Spielbrett und die Würfel werden in die Mitte des Spielfeld platziert. Der Startspieler wird ausgewürfelt und beginnt das Spiel, danach würfeln die Spieler abwechselnd.

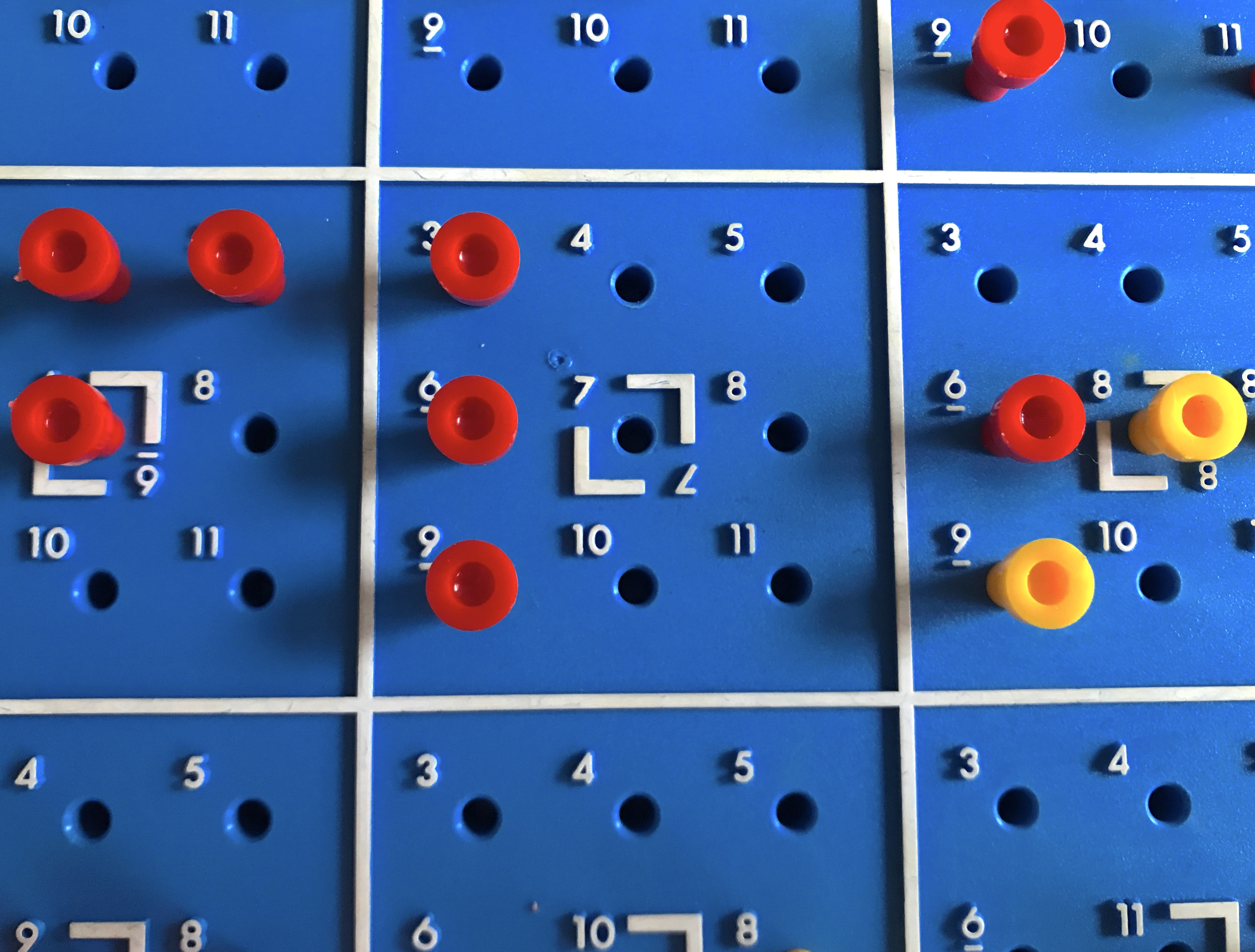
Ein Feld kann durch drei Stifte in einer Reihe gewonnen werden

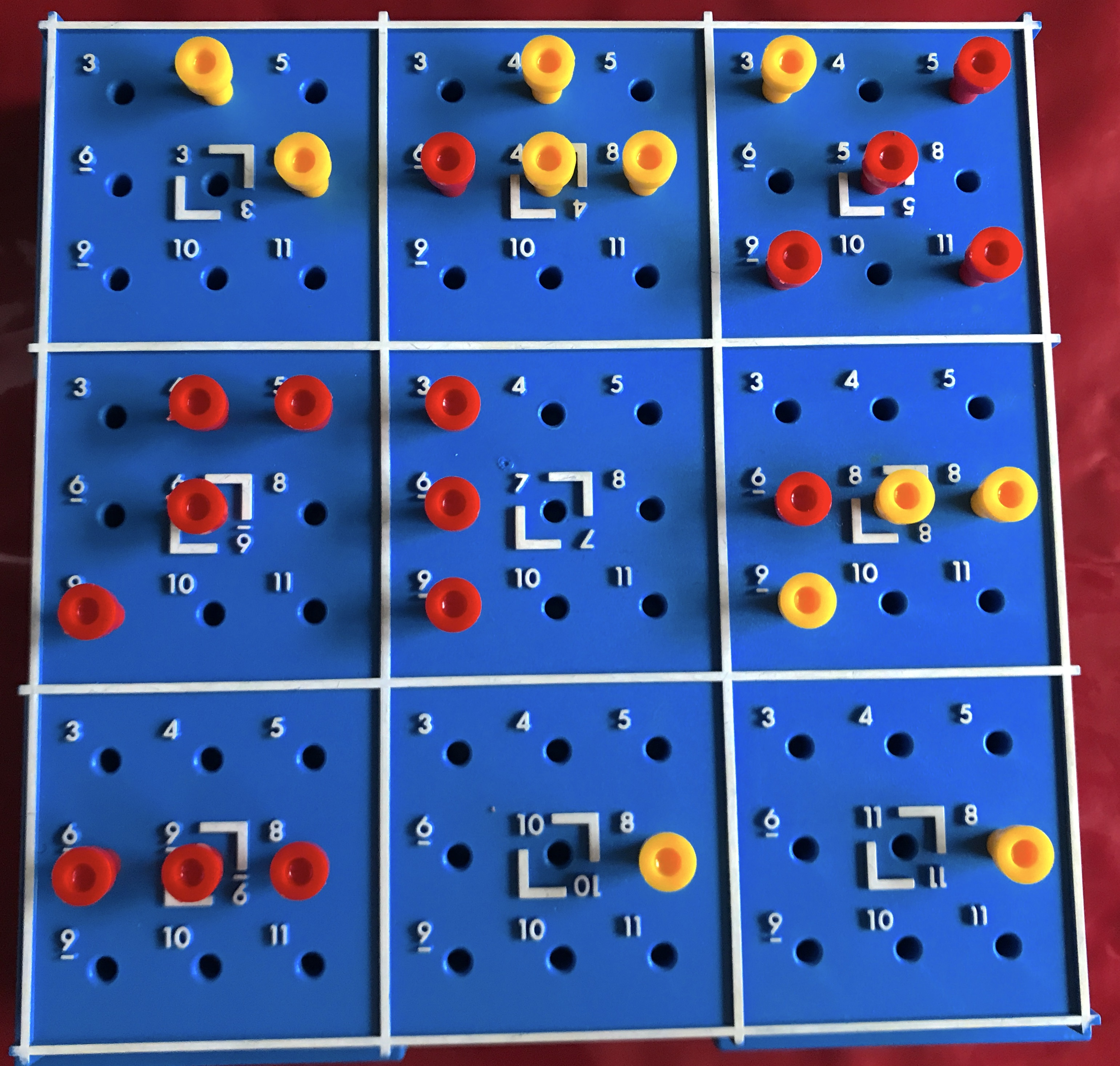
Der Spieler, der zuerst drei Felder in einer Reihe oder fünf Felder gesamt gewonnen hat, gewinnt das Spiel.

Der jeweils aktive Spieler würfelt mit beiden Würfeln und addiert die Augen des Wurfes. Er darf dann einen seiner Stifte in ein beliebiges Loch des Spielfeld mit der gewürfelten Augenzahl oder in ein beliebiges Loch des der Augenzahl entsprechenden Feldes mit Ausnahme des Mittelfeldes stecken. Zudem gibt es drei Spezialwürfe mit leicht veränderten Regeln:
- Würfelt der Spieler eine 12 (zwei 6er), darf er sich ein Loch auf dem gesamten Spielfeld aussuchen, einschließlich der Mittelfelder,
- würfelt er eine 7, darf er sich ein beliebiges Mittelloch oder ein Loch im Feld 7 aussuchen, und
- würfelt er eine 2 (zwei 1er), darf er einen beliebigen gegnerischen Stift aus einem Feld entfernen mit Ausnahme der Felder, die bereits gewonnen wurden. Danach darf er nochmals würfeln und einen eigenen Stift platzieren.

Kann nach einem Wurf kein Stift platziert werden, falls zu diesem Zeitpunkt alle entsprechenden Löcher bereits besetzt sind, darf der Spieler nochmals und gegebenenfalls ein drittes Mal würfeln. Kann er auch dann keinen Stift platzieren, ist der Gegner am Zug.
Durch das Setzen der Stifte versuchen die Spieler, Felder zu gewinnen, indem sie dort jeweils drei Stifte in waagerechter, senkrechter oder diagonaler Reihe oder mit 5 Stiften im gesamten Feld platzieren. Gelingt ihnen dies, gilt das Feld als gewonnen und der Spieler entfernt aus diesem alle gegnerischen Stifte; das Feld wird in den weiteren Zügen ausgeschlossen.
Der Spieler, dem es zuerst gelingt, drei Felder in waagerechter, senkrechter oder diagonaler Reihe oder insgesamt fünf Felder zu gewinnen, gewinnt das Spiel.

## Versionen und Rezeption
Das Spiel Super 3 wurde von dem amerikanischen Spieleautor Alan M. Newman entwickelt und erschien 1978 bei der Milton Bradley Company auf Englisch sowie zeitgleich bei deren deutschem Ableger MB Spiele auf den deutschsprachigen, MB Jeux auf dem französischen und MB Spellen auf dem niederländischen Markt. 1988 erschien das Spiel unter dem Namen Mental Blox bei Canada Games und 1992 veröffentlichte die Pressman Toy Corp. das gleiche Spiel als Super Tic-Tac-Toe.
Bei spielphase.de wurde das Spiel mit 3 von 10 Punkten bewertet. Die Rezensenten schrieben:

„Dieses Spiel gleicht im wesentlichen einem Tic-Tac-Toe mit einem Zufallsmechanismus in Form der Würfel. Trotzdem ist ein wenig Planung beim Setzen der Spielstifte nötig, damit der Gegner beim Erobern behindert wird. Ein recht brauchbares Spiel für zwischendurch, jedoch bei weitem kein Hit. Die Regeln sind leicht verständlich, doch eine taktische Herausforderung ist das Spiel wirklich nicht.“

Arno Steinwender bewertete das Spiel bei spieletest.at als „ein einfaches Würfelspiel bei dem man ein wenig taktieren kann. Wer ein „Würfelpracker“ Spiel sucht und Spaß am würfeln hat, der ist mit Super 3 gut bedient.“ Nach der Website superfred.de ist Super 3 „ein einfacher Tic Tac Toe-Klon, der mit Würfeln gespielt wird.“ Nach seiner Wertung „kann dieses Spiel bei Würfelfetischisten auch heute noch gefallen, auch wenn es wirklich kein Highlight ist. Es bietet aber ausreichend Unterhaltung für ein schnelles Zockerspiel für zwischendurch.“

## Belege
1. 1 2 3 4 5 6  Spieleanleitung Super 3, MB Spiele 1978
2. ↑  Super 3, Versionen bei BoardGameGeek. Abgerufen am 8. September 2019.
3. 1 2  Super 3, Rezension bei spielphase.de; abgerufen am 8. September 2019
4. ↑  Super 3, Rezension bei spieletest.at, 19. Juli 2005; abgerufen am 8. September 2019
5. ↑  Super 3, Rezension bei superfred.de; abgerufen am 8. September 2019